# DNAJA4
DNAJA4‏ (DnaJ heat shock protein family (Hsp40) member A4) هوَ بروتين يُشَفر بواسطة جين DNAJA4 في الإنسان.